# Blies-Schweyen
Pour les articles homonymes, voir Blies (homonymie) et Schweyen.
Blies-Schweyen (Bliesschweyen en allemand) est une ancienne commune et un écart de la commune française de Blies-Guersviller, dans le département de la Moselle.
Le village présente la particularité d'être plus grand que son chef-lieu de commune.

## Géographie
Directement frontalier avec Bliesmengen-Bolchen, écart de la commune allemande de Mandelbachtal dans le Land de Sarre. Blies-Schweyen est plus grand que son chef-lieu Blies-Guersviller.

## Toponymie
Anciennes mentions : Schweygen, Swein (1594) ; Schweigen (1782 & 1793) ; Blisschweyen (1801) ; Schweyen (carte de Cassini) ; Blies-Schweyren (carte de l'État-major),.

## Histoire
Village qui appartenait au comté de Blieskastel puis à la baronnie de Welferding. Cédé à la France par le traité du 27 septembre 1781.

Réuni à Blies-Guersviller par décret du 5 avril 1811.

## Démographie
| 1793 | 1800 | 1806 | 1900 |
| ---- | ---- | ---- | ---- |
| 85   | 126  | 140  | 221  |

## Lieux et monuments
Église Saint-Eustache